# 金斯基宫 (布拉格)
金斯基宫（Palác Golz-Kinských）是一座洛可可建筑，位于布拉格老城广场的东侧，靠近胡斯雕像，毗邻石钟之家。

## 历史

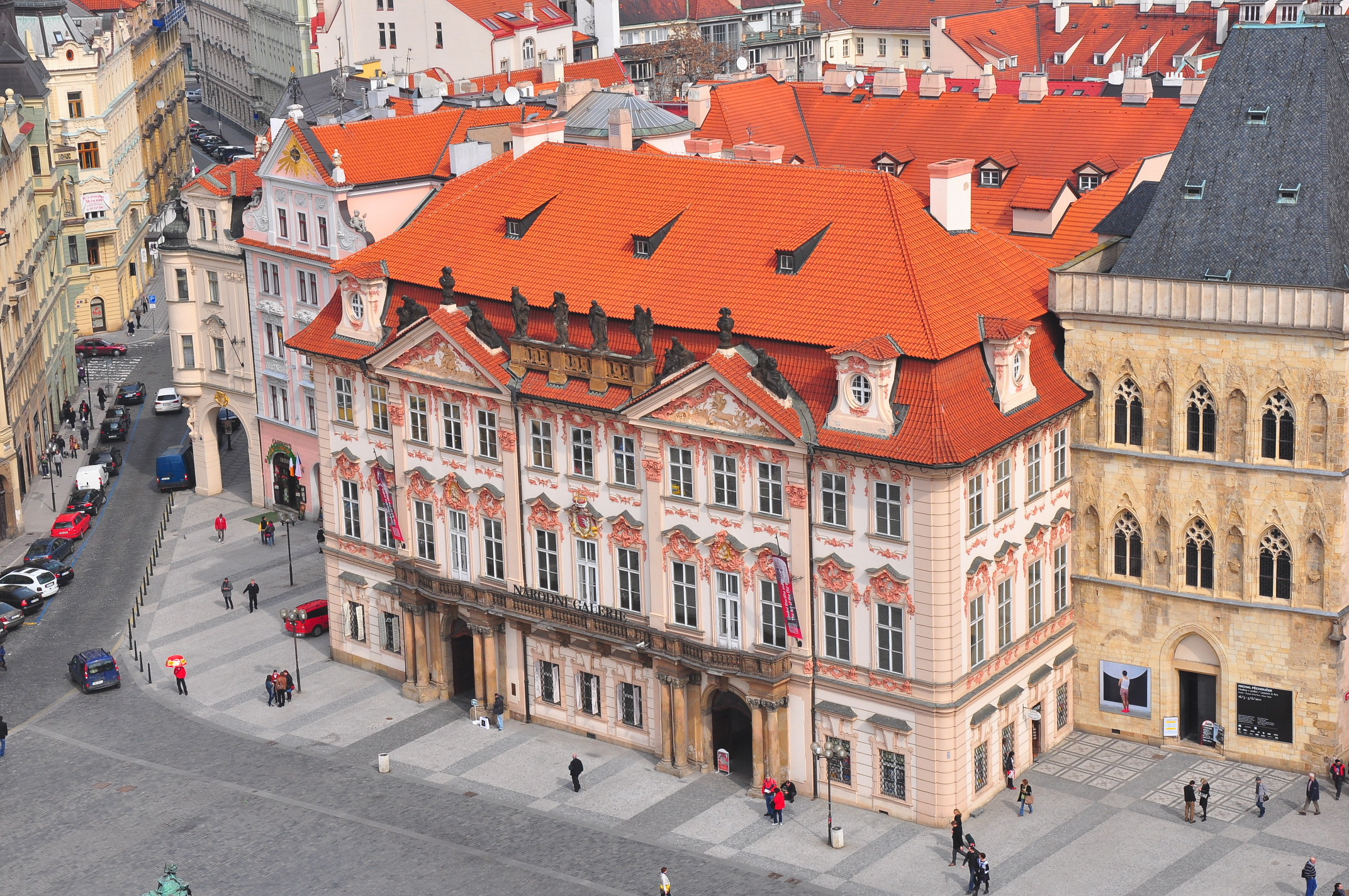

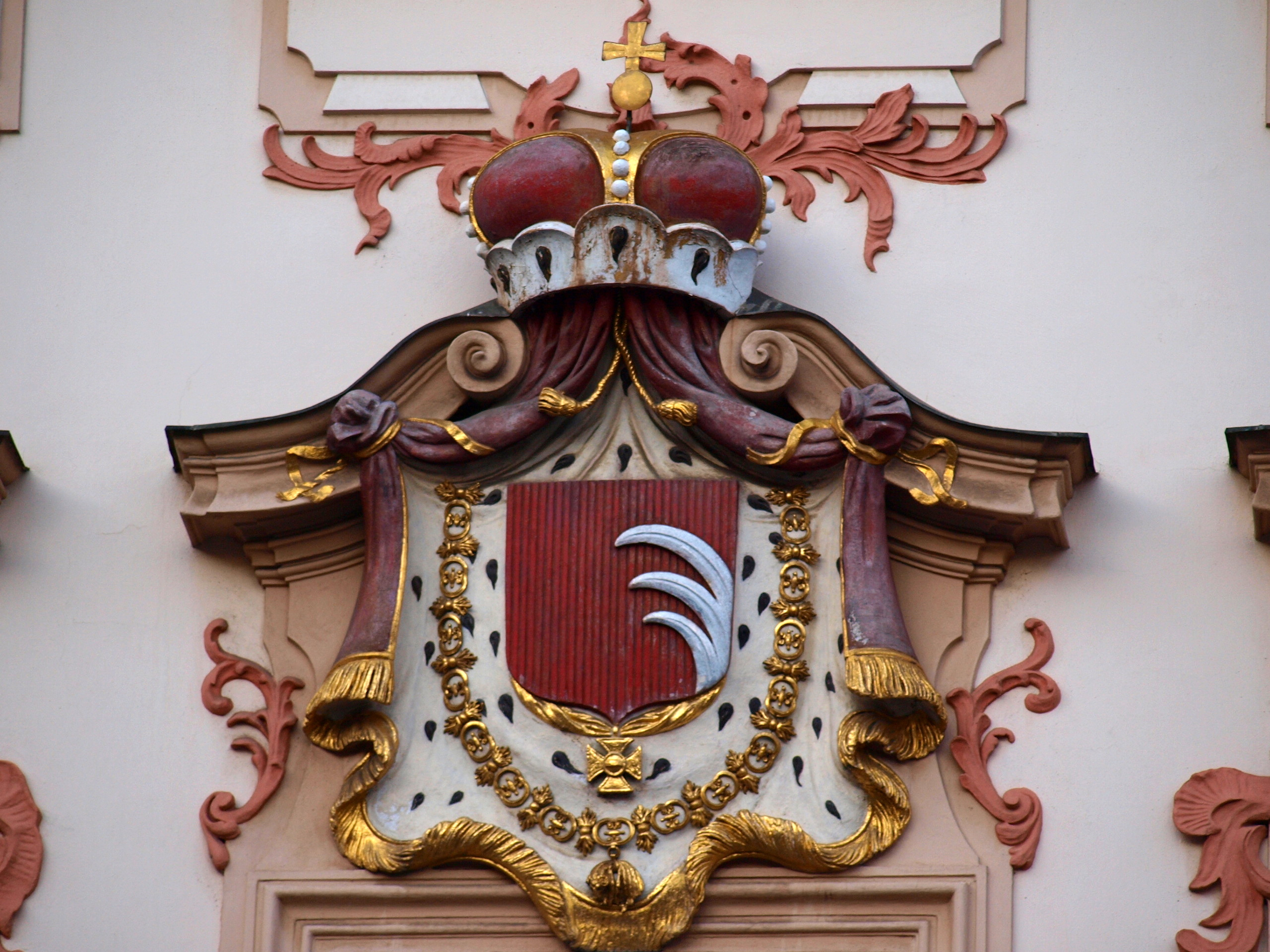
宫殿立面金斯基家族的纹章

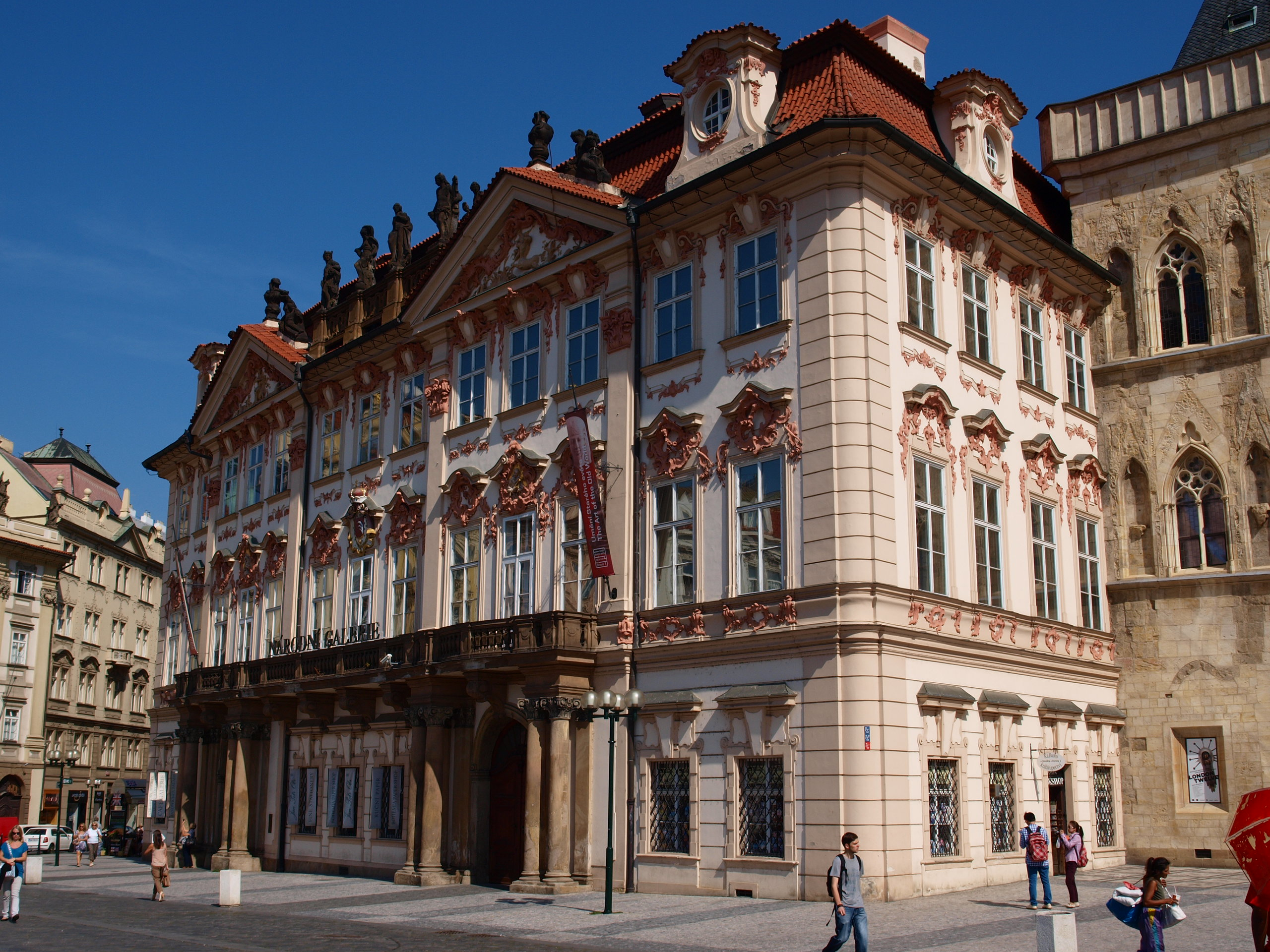
金斯基宫

1843年6月9日，贝尔塔·冯·苏特纳出生于此，后来成为阿尔弗雷德·诺贝尔的秘书，并于1905年成为第一个获得诺贝尔和平奖的妇女。
19世纪末，一所德国文法学校设于此楼内，1893年至1901年卡夫卡在此就读。